# Plethodon grobmani
Espèce
Synonymes
- Plethodon glutinosus grobmani Allen & Neill, 1949

Plethodon grobmani est une espèce d'urodèles de la famille des Plethodontidae.

## Répartition
Cette espèce est endémique d'Amérique du Nord. Elle se rencontre aux États-Unis, dans le sud de l'Alabama, dans le Sud de la Géorgie et dans le Nord et le centre de la Floride.

## Étymologie
Cette espèce est nommée en l'honneur d'Arnold Brams Grobman.

## Publication originale
- Allen & Neill, 1949 : A new subspecies of salamander (genus Plethodon) from Florida and Georgia. Herpetologica, vol. 5, p. 112-114.